# 변태 (식물)
변태(變態)는 본래의 줄기와 그 모양이나 기능에 있어 큰 차이를 보이지만, 원래는 줄기에 해당하는 부분이라고 생각되는 경우이다. 사실상 엄밀하게는 슈트의 변태이지만 여기서는 편의상 줄기의 변태로서 설명한다.

## 줄기의 변태

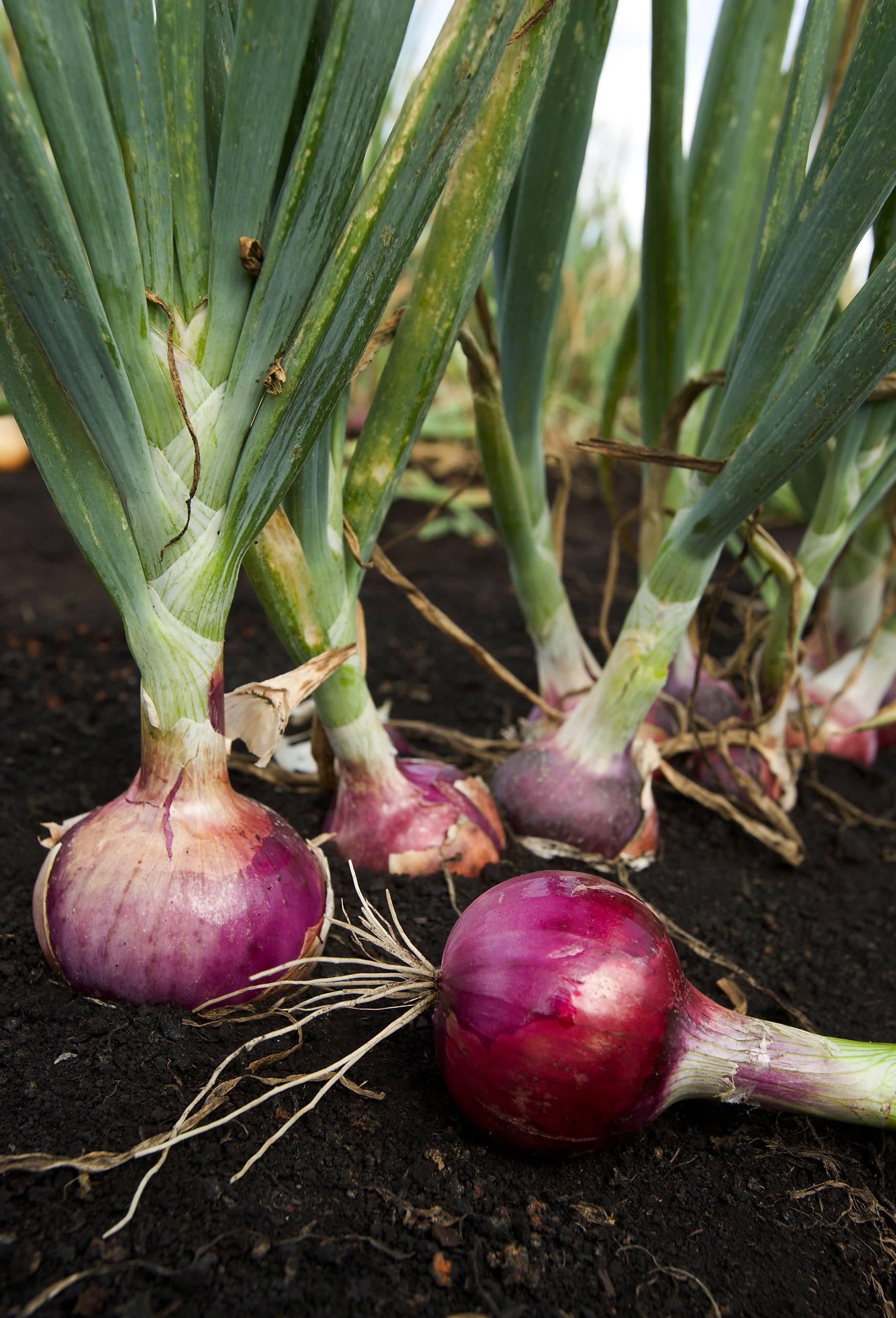
비늘줄기(적 양파)

줄기가 변태된 한 예로, 줄기가 매우 가늘어진 형태로 땅 위를 기어 생장하면서 곳곳에 뿌리와 눈을 만드는 것이 있는데, 이것을 주경(走莖；딸기, 바위취)이라고 한다. 또, 가지가 등근 모양으로 비대하여 영양 증식의 활동을 하는 것은 '육아(肉芽；참마)'라고 한다. 한편, 줄기가 짧아지고 비대해져 비늘조각과 같은 덩어리 모양이 되어, 영양 증식에 이용되는 '주아(珠芽；참나리)'도 있다.
위에서 설명한 것들은 모두 땅위줄기가 변태한 것이지만, 본래 줄기로서의 역할을 다소나마 하고 있다고 할 수 있다. 그러나 줄기가 가느다랗게 되어 덩굴손이 되거나(포도) 바늘 모양의 가시가 되거나(탱자나무), 아니면 잎과 같은 모양의 편평한 줄기가 되어(선인장) 그 기능까지 전환된 변태도 있다.
한편, 땅속줄기가 변태한 것으로는, 땅속을 옆으로 뻗어가는 뿌리줄기(고사리·진황정), 비대해진 덩어리가 되어 영양분을 저장하는 덩이줄기(감자), 덩이줄기와 비슷하지만 눈의 수가 적은 둥근꼴줄기(시클라멘), 또 줄기는 밑부분에 약간 있을 뿐이며 대부분이 여러 개의 두꺼운 잎으로 된 비늘줄기(양파) 등이 있다. 그러나 양파의 중앙 종단면을 보면 알 수 있듯이 비늘줄기라고는 하나 대부분이 잎이며 줄기는 아랫부분에 약간만이 남아 있을 뿐이다. 따라서, 양파와 같은 경우는 줄기의 변태라고 하기보다 잎의 변태를 수반한 슈트의 변태라고 해야 옳을 것이다.
줄기 변태의 종류는 덩이줄기·비늘줄기·알줄기·뿌리줄기 등이 있다.

### 덩이줄기
괴경(塊莖)이라고도하며 녹말과 같은 양분을 지하에 저장해서 비대해진 줄기로 곁눈이 뭉쳐진 눈이 있어 영양생식이 가능하다. 대표적인 예로는 감자가 있다.

### 비늘줄기
인경(鱗莖)이라고도 하며 짧은 줄기를 둘러싸고있는 양분을 저장하는 확대된 잎을 가진 땅속줄기를 말한다. 백합·파·튤립·수선화 등에서 볼 수 있다. 생육에 부적당한 겨울이나 건기에는 휴면기관으로 존재하며 영양생식이 가능하다. 비늘조각이 다육으로 기와지붕 모양으로 겹쳐져 있는 백합속과 같은 경우도 있고, 비늘조각이 넓으며 외측의 것이 내측의 것을 포위하고 있는 파속·수선화속 등과 같은 경우도 있다.

### 알줄기
구경(球莖)이라고도 하며 녹말 등을 저장하여 땅속줄기가 구형으로 비대한 알뿌리의 한 형태이다. 토란·곤약·소귀나물·글라디올러스 등이 있다. 지상부가 겨울에 시드는 여러해살이풀에서는 월동기관이 되고 영양생식의 역할도 한다.

### 뿌리줄기
근경(根莖)이라고도 하며 줄기가 지하로 자라 마치 뿌리와 같은 역할을 하는 줄기이다. 마디에서 부정근이 돋으며 지상으로 잎을 낸다. 또한 비늘 조각 모양의 잎이 돋아 외부 형태로도 구별되며, 내부구조를 보면 관다발의 배치에 의해 명백하게 식별된다. 양치식물에서 흔히 볼 수 있으며 연꽃·메꽃·죽순대 등이 이에 속한다. 녹말 등의 양분을 저장하기도 하여, 영양생식이나 월동기관 역할을 한다.

## 같이 보기
- 줄기

## 참고 자료
- 이 문서에는 다음커뮤니케이션(현 카카오)에서 GFDL 또는 CC-SA 라이선스로 배포한 글로벌 세계대백과사전의 내용을 기초로 작성된 글이 포함되어 있습니다.